# Система счёта, мер и весов инков
Систе́ма счёта, мер и весо́в и́нков — употреблявшаяся народами Центральных Анд до и после завоевания империи инков испанцами в XVI веке.

## Универсальное средство измерения
У инков существовало универсальное «средство измерения любой вещи» — тупу.
Термин тупу, ввиду своей универсальности, образовывал и философские, абстрактные понятия:
- Tupuyoc — измеряемый предел, конец (мира).
- Mana tupuyock или tupunnak — бесконечность, недостижимое, безмерное.[1]

## Другие величины
Следует заметить, что составители словарей подгоняли названия под испанские реалии XVI-XVII веков, но всё же не поскупились на приведения различных соответствий со средневековой испанской системой счета, мер и весов.
В случае, когда несколько испанских слов обозначаются одним словом на кечуа, можно предполагать, что это и есть бытовавшая у инков величина измерения.

### Расстояния
- Тупу. — величина измерения любой вещи.
- Allpa tupuk apu, или cequek apu. — Измеритель, разделитель земель.

- Cuchuch tupu — измерение локтем.
- Chuta cazqui. — общая величина, составляла одну сажень. По ней высчитывалась тупу.
- Huc ccapa — величина локтя.
- Huc cuchuch tupullam. — величина или размер локтя Cucupi(?).
- Huc yuku — размер одной пяди.
- Kapa. — пядь.
- Ccapani — мерить пядями.
- Llullatupu. — ложная, неправильная величина, измерение.
- Muyu cazpi — круг, размером с палку (?).
- Pissinmi tupu или yauyan. — Недостача в величине.
- Rikra. — размер сажени.
- Rikrani — мерить локтями.
- Sikya. — половина сажени, одна вара по-нашему (испанскому).
- Tupu. — лига.
- Tupuna — вара для измерения ткани.
- Tupuni. — мерить что-либо варами, и средство измерения.
- Tupucamalla tupuyoctaccuni — давать что-либо по величине.
- Yukuni — мерить пядями.

### Площадь
- Ccullupoccha. — мера площади или объёма (?).
- Тупу. — величина измерения любой вещи.

Как сельскохозяйственная единица измерения площади тупу представляет собой часть или единицу земли, которую каждому вассалу (подданному) приказывали выделять инки. Эта часть, доля, составляла 60 шагов в длину и 50 в ширину; но как средство измерения сохранялось и применялось в некоторых районах Перу до XVIII века.
- 1 тупу = от 25 до 50 брасов («brazas»). 1 брас = 1 сажени = 1,7 метра.
- 1 чекта (checta) = 1/2 тупу.
- 1 силько (sillco) = 1/4 тупу.
- 1 кутму (cutmu) = 1/8 тупу.

### Объём
- Ccullupoccha. — мера площади или объёма (?).
- Pokcha. — пол-фанеги (фанега — базовая испанская мера объёма сыпучих тел, равная 55,5 л).
- patma poccha. — четверть фанеги.
- Poktoy. — Пригоршня, или размер двух ладоней.
- Raqui. — большой кувшин размером в пол-фанеги.

### Вес
- Couque huarcu, — серебряная монета. Один песо.
- Ccori huarcu — золотое песо.
- Hinquinmi — недостача в весе.
- Huarcu. — песо, вес.
- Huarco collque. — вес серебряного песо.
- Huarcuspam ccuni — давать что-либо по весу.
- Llulla huarco. — ложный вес.
- Llasac caynin. — вес.
- Llassan, или llassacun. — взвешивать что-либо, или иметь вес.

### Единицы измерения времени
- В календаре Инков существовал один из двух способов определения дневного времени: измерением времени служило время, затрачиваемое на варку картофеля — что приблизительно равнялось одному часу. То есть, в Перу говорили: прошло столько времени, сколько ушло бы на приготовление блюда из картофеля.[3]
- Время также измерялось (и до сих пор измеряется народами Анд) в единицах, называемых кокада (исп. cocada) или аку́ли (кечуа akulli), означая время, которое требуется для пережёвывания полного рта листьев коки, за период до потери его аромата и действия. В этих единицах измерялось и расстояние, означая количество полных ртов листьев коки, которые можно было пережевать, идя из одного пункта в другой.